# Raphaël
Pour les articles homonymes, voir Raphaël (homonymie).
Pour les articles ayant des titres homophones, voir Raphaëlle.
Raphaël, Raphael, Rafael ou Raffael est un prénom masculin d'origine hébraïque.

## Occurrence
Raphaël est, en tenant compte de ses variantes Raphael et Rafael, le prénom masculin qui a été le plus attribué en France chaque année entre 2014 et 2024.

## Étymologie
Ce prénom vient de l'hébreu רְפָאֵל . Il signifie « Dieu guérit » (de refa רָפָא, « guérir » et El אֵל, « Dieu »). Le prénom est attesté chez les Juifs dès 1350 avant J.-C., dans une lettre de Pabi, prince de Lakish dans le centre d'Israël, au pharaon Akhenaton ("Je t'envoie maintenant Raphaël").
Le nom est connu du fait de l'archange Raphaël, apparaissant dans le livre de Tobie.
Il a pour formes féminines Raphaëlle, Raphaëlla, Raphaèle et Raphaèla.

## Diminutifs
Les diminutifs du prénom Raphaël, sont : Rapha, Raph, Raphou, Raphie/Raphy mais également « Rafik » etc.

## Variantes
- forme dialectale d'oïl : Raffau ;
- forme féminine francophone : Raphaëlle ou Raphaële.
- Autres langues :
  - allemand : Raphael ;
  - anglais : Raphael ;
  - arabe : رافائيل (Rāfāʾīl) ; إسرافيل (Israfil) (Coran) ;
  - breton : Rafael ;
  - catalan : Rafel ;
  - espagnol : Rafael ;
  - grec : Ραφαήλ (Rafaïl) ;
  - hebreu : רְפָאֵל (Refāʾēl) ;
  - islandais : Rafael ;
  - italien : Raffaele, Raffaello ;
  - occitan : Rafèl, Rafèu ;
  - polonais : Rafał ;
  - portugais : Rafael ;
  - russe : Рафаэль (Rafaïl);
  - japonais : ラファエル (Rafaeru).

## Personnalités

### Prénom
- Pour l'ensemble des articles sur les personnes portant ce prénom, consulter :
  - la liste des articles dont le titre commence par ce prénom
  - les listes produites par Wikidata : Liste des personnes de prénom « Raphaël » — même liste en incluant les éventuels prénoms composés qui contiennent « Raphaël ».
- Saint Raphaël  désigne plusieurs saints ;
- Raphaël, de son vrai nom Raffaello Sanzio : peintre et architecte italien (1483-1520) ;
- Raphaël Bombelli : mathématicien italien du XVIe siècle qui proposa le premier un calcul avec des nombres imaginaires ;
- Raphaël Carlier (dit Carlito) : vidéaste français en duo avec David Coscas (McFly). Ils forment le duo McFly & Carlito ;
- Raphaël Descraques : réalisateur et acteur français ;
- Raphaël Enthoven : philosophe français ;
- Raphaël Faÿs (1959-), guitariste et compositeur français.
- Raphaël Ibañez : joueur de rugby français ;
- Raphaël Personnaz : acteur français ;
- Raphaël Varane : joueur de football français ;
- Rafael Correa : président de l'Équateur ;
- Rafael Rodríguez Rapún : joueur de football, acteur et militaire espagnol ;
- Rafael Nadal : joueur de tennis espagnol ;
- Rafael Núñez : homme politique colombien ;
- Rafael Vaganian : joueur d'échecs arménien.

### Prénom utilisé comme pseudonyme
Raphael, Rafael ou Raffael est un prénom utilisé comme pseudonyme par :
- Raphael, de son vrai nom Raphaël Haroche (1975-) : chanteur et musicien français ;
- Raphael (1943-), Miguel Rafael Martos Sánchez, chanteur et acteur espagnol ;
- Rafael (1978-), Rafael Pires Vieira, footballeur brésilien ;
- Rafael (1982-), Rafael dos Santos Silva, footballeur brésilien ;
- Rafael (1983-), Rafael Marques Mariano, footballeur brésilien ;
- Rafael (1990-), Rafael Pereira da Silva, footballeur brésilien ;
- Raffael (1985-), Raffael Caetano de Araújo, footballeur brésilien ;
- Rafael Ratão (1995-), Rafael Rogerio da Silva, footballeur brésilien.

### Patronyme
Raphael, Rafael est un patronyme porté par :
- Diogo Miguel Rafael (1989-), joueur international portugais de rink hockey ;
- Herbert Raphael (1859-1924), barrister, militaire et homme politique britannique.
- José Rafael (1958-), footballeur portugais.
- Peter Rafael (1965-2008), chanteur allemand.
- Pierre Raphaël (1975-), mathématicien français.

## Personnages fictifs
- Raphaël : personnage de la série télévisée Supernatural.
- Raphaël de Valentin : héros de La Peau de chagrin d'Honoré de Balzac ;
- Raphael : l'une des Tortues Ninja ;
- Raphael Sorel : un personnage de la série de jeux vidéo Soul.
- Rafael : personnage dans le dessin animé Rio.
- Raphael Kirsten est un personnage jouable de Fire Emblem: Three Houses.
- Raphaël: un des antagonistes de Baldur's Gate 3.
- Raphaël: personnage de la série de bandes dessinées en 2 volumes de Cauvin et Sandron, Raphaël et les Timbrés.